# شيواوا (كلب)
شِيواو أو 'شيواوا' (بالإنجليزية: Chihuahua) و(بالإسبانية: chihuahueño) هو أصغر أنواع الكلاب في العالم، سُمي على اسم ولاية شيواوا المكسيكية. وتعتمد شراسة هذا النوع من الكلاب إلى حدٍ كبير على سلوك المالك، لذلك يجب اختيار الكلب بعناية عند شرائه من مالك سابق. ويعتبر فراء الشيواو خفيفا ليتلائم مع حر المكسيك.

## النسب
في عام ٢٠١٨ أظهر تحليل للحمض النووي من الجينوم بالكامل أن الكلاب المستأنسة دخلت أميركا الشمالية من سيبيريا لمدة ٤٥٠٠ سنة ثم تم عزلها بعد ذلك لمدة ٩٠٠٠ سنة. وبعد الاتصال بالأوروبيين حلت محل هذه النسب الكلاب الأوراسية وذريتها المحلية. أظهرت كلاب ما قبل هذا الاتصال طابعا وراثيا فريدا قد اختفى الآن تقريبا. وفي عام ٢٠٢٠ يشير تسلسل الجينوم القديم للكلاب إلى أن الشيواو تحتفظ من سلالتين مكسيكيتين بنسبة ٤% وبنسبة ٣ %من أصل كوزوليتزكوينتلي من حقبة قبل الاستعمار.                                                                                                                             

## التاريخ
يستمر المؤرخون في تخمين الأصول الحقيقية للشيواو، ولكن يتفق معظمهم على أنها تؤدي إلى ولاية شيواو بالمكسيك. تمتد على مساحة 95,544 ميل² (247,460 كم2) و على الحدود مع تكساس ونيومكسيكو إلى الشمال الشرقي (انظر الخريطة أدناه)، شيواو هي أكبر ولايات المكسيك الـ 32. كان هنا حيث يُعتقد أن مربي الكلاب قد اكتشفوا بعض من كلاب شيواو في منتصف القرن التاسع عشر.
يعتقد أن شيواو تنحدر من التيتشتشي( وهو كلب مرافق تفضله حضارة تولتك في المكسيك) لا تتوفر سجلات عن التشيشي قبل القرن التاسع بالرغم من أن قدور للكلاب من كوليما في المكسيك، مدفونة كجزء من تقليد قبر غرب المكسيك، الذي يعود تاريخه إلى ٣٠٠ قبل الميلاد تصور التشيشي. ربما كان أسلاف الشيواو السابقون حاضرين قبل المايا إذ توجد كلاب صغيرة في الهرم العظيم في خولوا الذي يرجع تاريخه إلى عام ١٥٣٠م وايضا في أنقاض شيكين إيتزا في شبه جزيرة يوكاتان .
في رسالة عام ١٥٢٠، كتب هرنان كورتيس أن الأزتيك قامت بتربية وبيع الكلاب الصغيرة كطعام. تشير السجلات الاستعمارية إلى الكلاب الصغيرة التي تكاد تكون خالية من الشعر في بداية القرن التاسع عشر والتي يدعي أحدها أن كونكسترويدات القرن السادس عشر التي وجدت أنها وفيرة في المنطقة تعرف فيما بعد باسم شيواو. أستخدمت أيضا كوسادة حية للتدفئة أثناء المرض أو الإصابة. ويعتقد البعض ان هذه الممارسة نشأت فكرة نقل الالم إلى الحيوانات من البشر، مما أفسح المجال لطقوس مثل حرق المتوفين مع الكلاب الحية مثل التيتشيشي، لتبرئة ذنوب الإنسان المتوفي. كما نعرفهم اليوم ظلت سلالة الشيواو نادرة حتى أوائل القرن العشرين حيث  لم يسجل نادي كينيل الأمريكي حتى عام ١٩٠٤ اسم شيواو 
في عام 1884م، بدأ التجار المكسيكيون في بيع الكلب الصغير شيواو للسياح الذين على الحدود، وكثيرٌ منهم أعادهم إلى الولايات المتحدة للحفاظ على الحيوانات الأليفة. في ذلك الوقت، الكلب لم يكن لديه اسمرسمي. بل سماها الناس على اسم المنطقة التي شوهدت فيها. وأدى ذلك إلى أن تُسمى شيواو في العصر الحديث أريزونا، تكساس، المكسيك، شيواو. وبطبيعة الحال، صمد اسم واحد فقط من هذه الأسماء في أيدي الزمن، حيث أصبح السلالة الآن معترفاً بها عالمياً على أنها الشيواو.

## الطابع الجيني
تعتمد الطريقة التي يتصرف بها الشيواو على الطابع الجيني لآبائهم وأجدادهم وحجمها الصغير يجعلها حساسة ومعرضة للإصابات والهجمات من الحيوانات الكبيرة. فهم شأنهم شأن كل الكلاب يستفيدون من التنشئة الاجتماعية والتدريب المناسبين. وتميل شيواو إلى التعلم بشكل أفضل عندما تكافأ على تصرفاتها الجيدة  مثل المعاملة أو المداعبة. مع التدريب المناسب الذي تحتاجه شيواو، يمكن لهذا الكلب أن يكون ذكيا للغاية. والطريقة التي يدرب بها الكلب ستؤثر في سلوكه.فالشيواو ضعيفة ويمكن أن تخاف بسهولة. كذلك هي غير ملائمة عموما للمنازل التي بها أطفال صغار. ويميل هذا النوع إلى الولاء الشرس لشخص معين، وقد يصبح في بعض الحالات شديد الحماية للشخص ولا سيما حول أشخاص آخرين أو حيوانات أخرى . ويميل إلى أن يكون له طابع «التعصب لنوعها» وغالبا ما يفضل رفقة شيواو مثله على الكلاب الأخرى وهذه الصفات تجعلها غير مناسبة عموما للأسر التي لديها أطفال ليسوا صبورا وهادئين.ولأن شيواو تزداد برودة بسهولة فإنهم يميلون إلى حب أوكارهم وغالبا ما يضغطون أنفسهم في الوسائد والبطانيات. وغالبا ما توجد تحت الغطاء أو تحت السرير. في عمق الظلام وفي أمان هذا ما يعتبرونه وكرا لهم. كما ان شيواو تستمتع بالوقت في ضوء الشمس.أحيانا تتصرف شيواو كالقطط وتتسلق إلى أعلى نقطة على الأريكة وعادة على قمة الوسادة وتتلف على شكل الكرة. ان شيواو لها الشخصية الخاصة بها كما إنهم يميلون إلى الحذر. لا تبدي الشيواو الخوف عادة وعلى الرغم من أنها سلالة أصغر، فإنها لا تعتبر حجمها عائقا.

## أنواع شيواو
- النوع الأول هو ذو الفرو الناعم القصير.

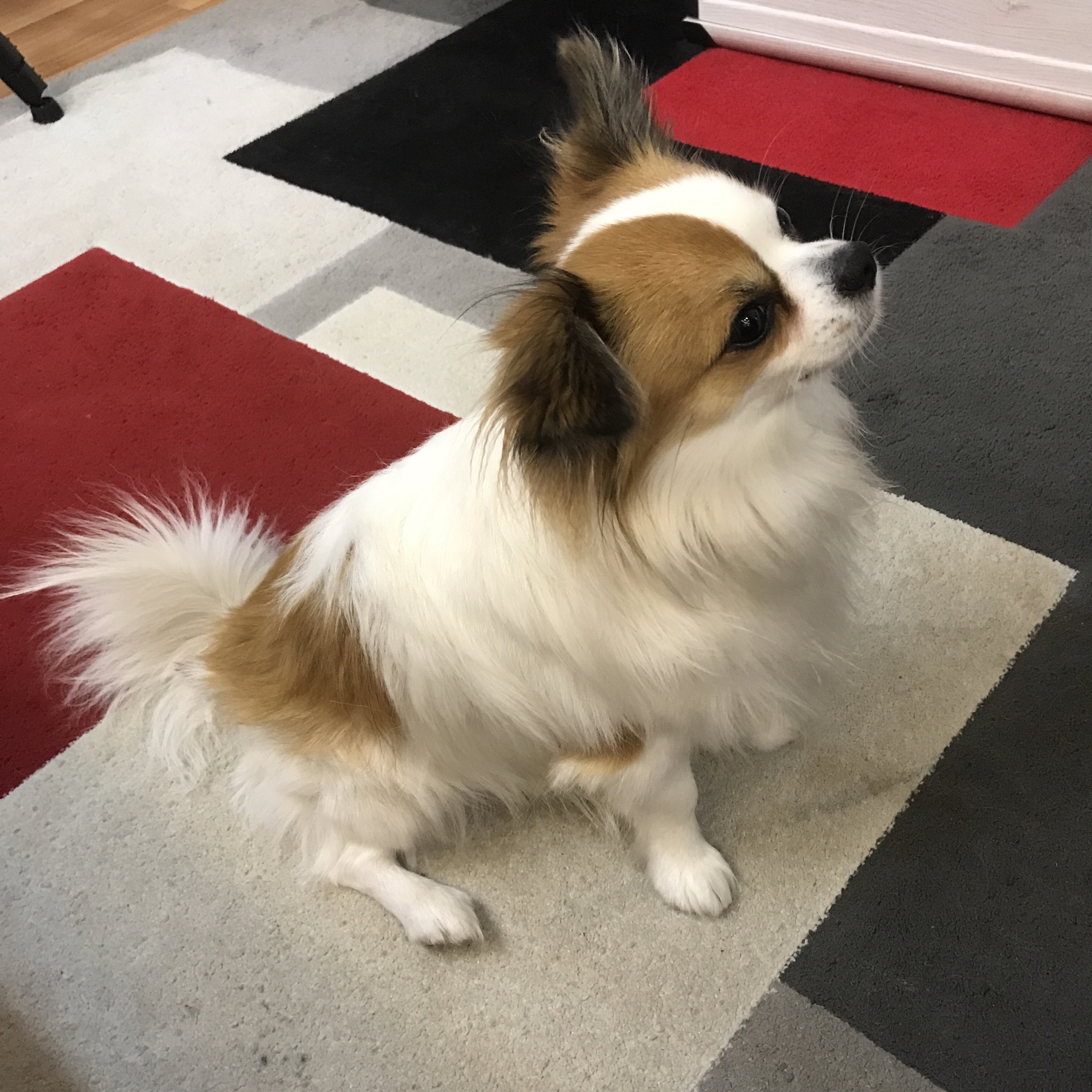
كلب شيواو ذو شعر كثيف.

- والنوع الآخر ذو الفرو الطويل .

## معلومات عن كلب الشيواو
مكسيكي الأصل من سلالة الكلاب الصغيرة من (مجموعة الكلاب اللعبة) وهو اسم يُطلق على سلالات الكلاب صغيرة الحجم، تصل مدة حياته إلى 12 سنة، وطوله مابين 15 إلى 23 سنتيمتر بينما يزن ثلاثة كيلوغرامات فقط.
كلب الشيواو كلب في حالة تأهب شجاع وسريع مما يجعل منه كلباً ممتازاً للحراسة ولا يجب التنقيص من قوته فإن هذا الكلب على الرغم من صغر حجمه إلا أنّه كلب حراسة ممتاز.

الشيواو كلب يقظ دائماً، يملك عقلية استقلالية، ويستطيع دائماً إخبارك بما يريد. ويحب قضاء وقت كبير مع صاحبه، وفي الأغلب ينتمي بشكل قوي الي شخص معين في العائلة.

## مميزات كلب الشيواو
1. جيد مع القطط
2. فراؤه لا يتساقط
3. لا يسبب الحساسية
4. ذكي جداً
5. قابل للتأقلم
6. فراؤه ناعم ولامع
7. كلب ممتاز للعيش في الشقة الصغيرة

## صور متفرقة

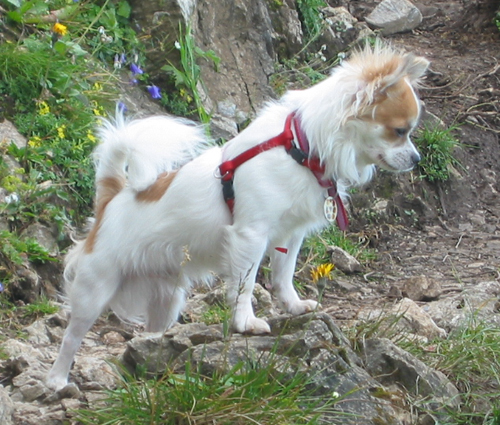
شيواو ذو شعر طويل.
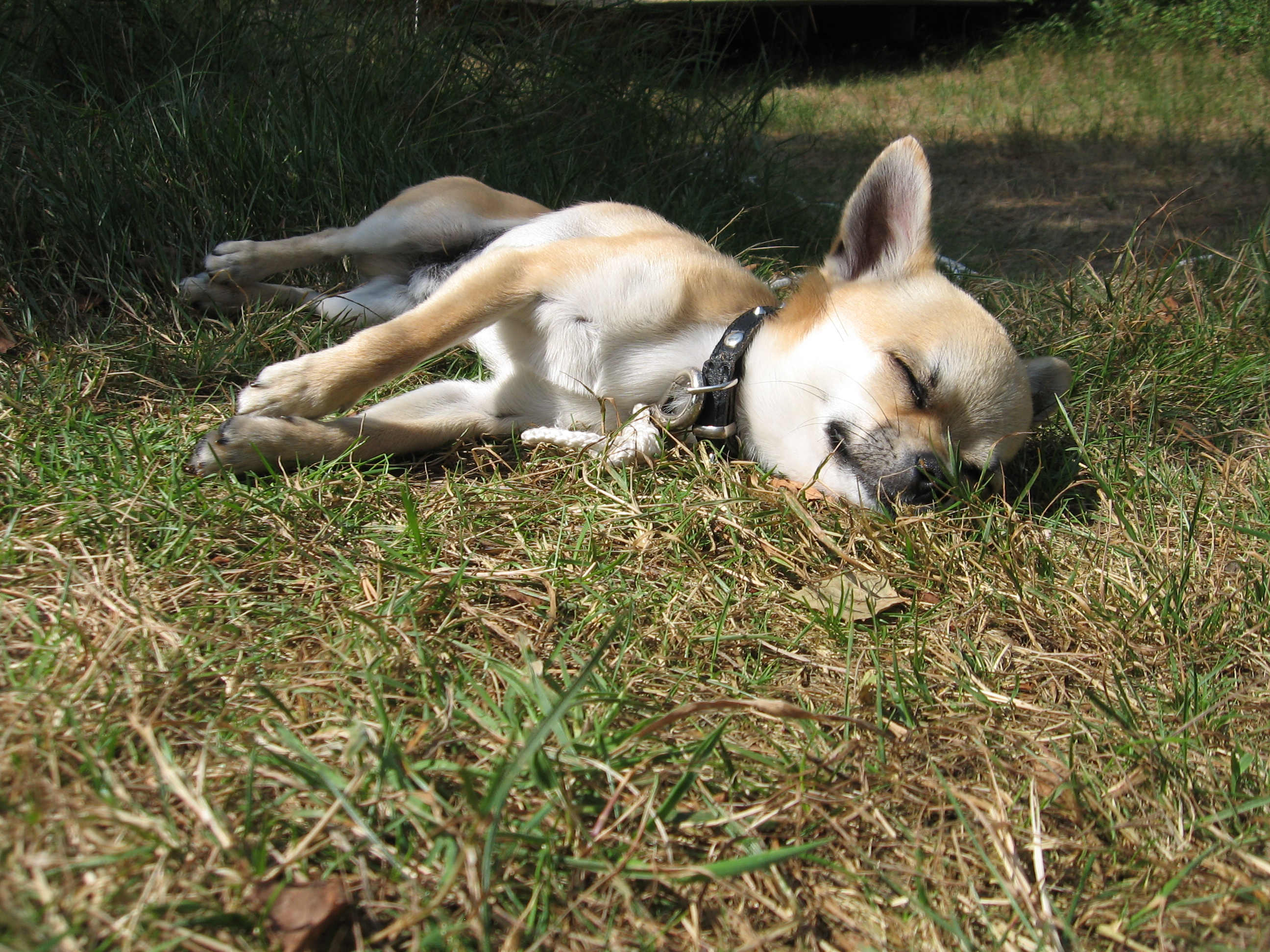
صورة لشيواو وهو يرتاح.
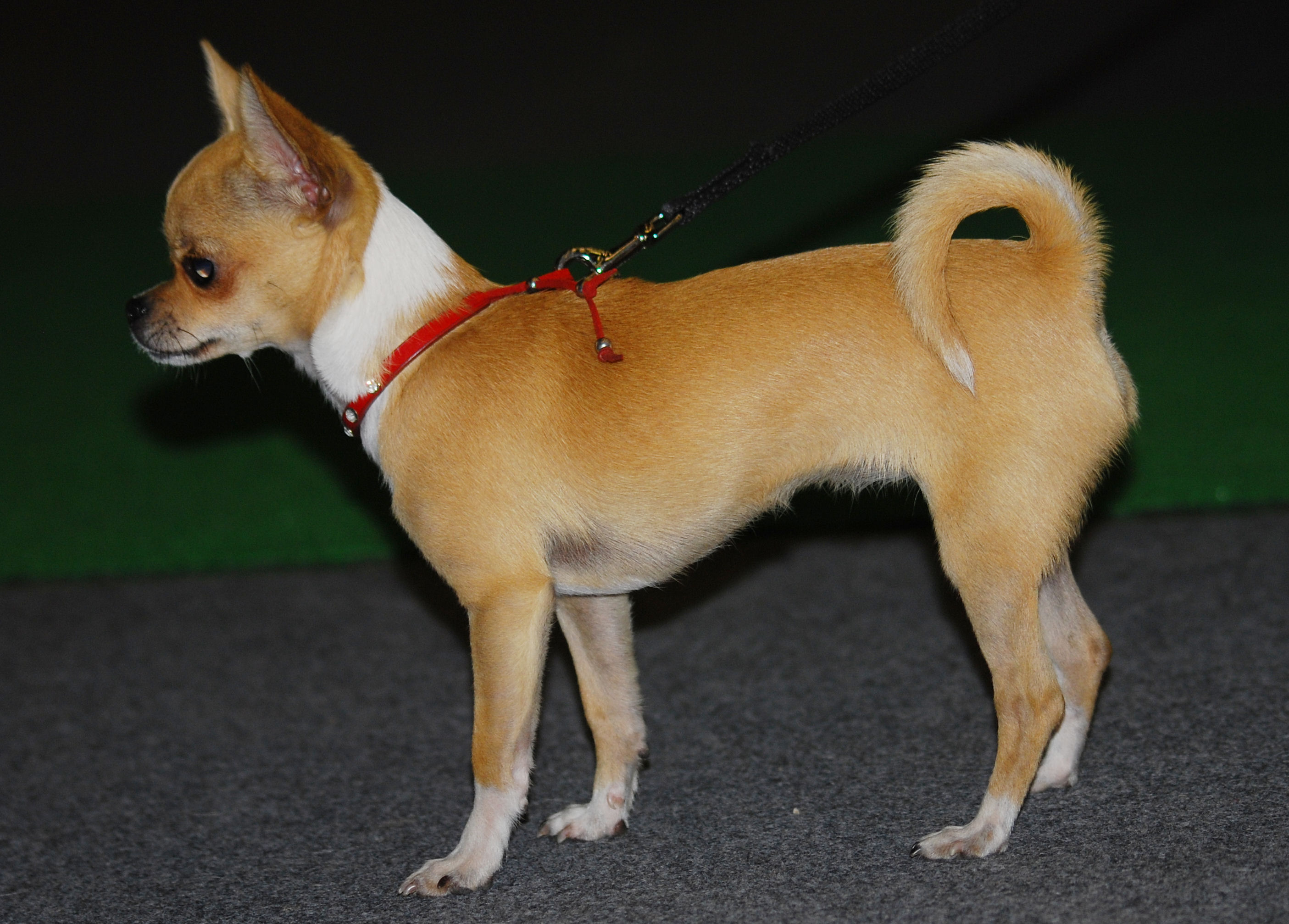
شيواو حِنطيّ قصير الشعر
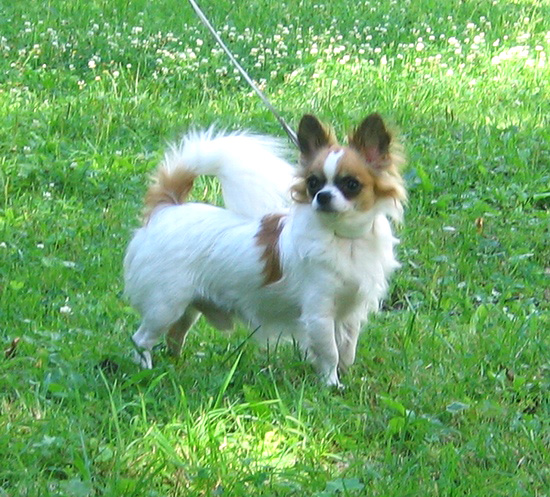
شيواو أبيض طويل الشعر.
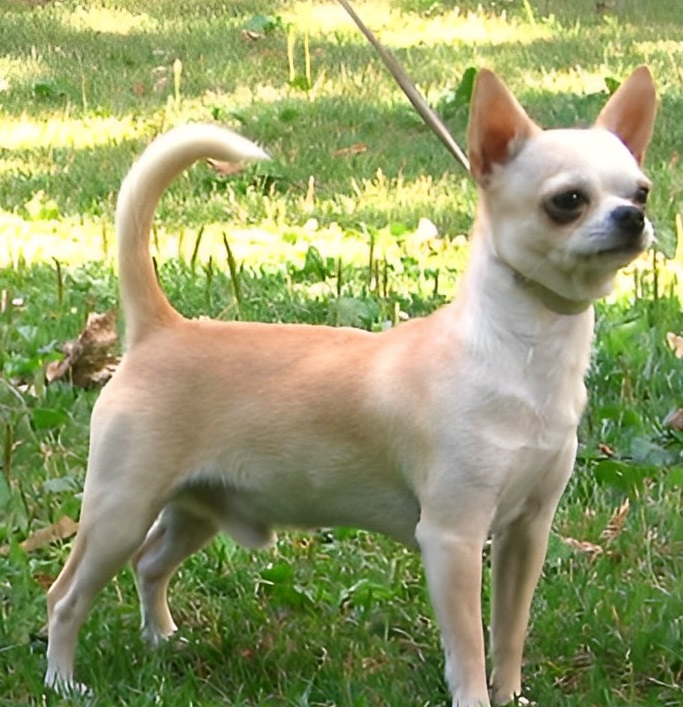
شيواو قصير الشعر.
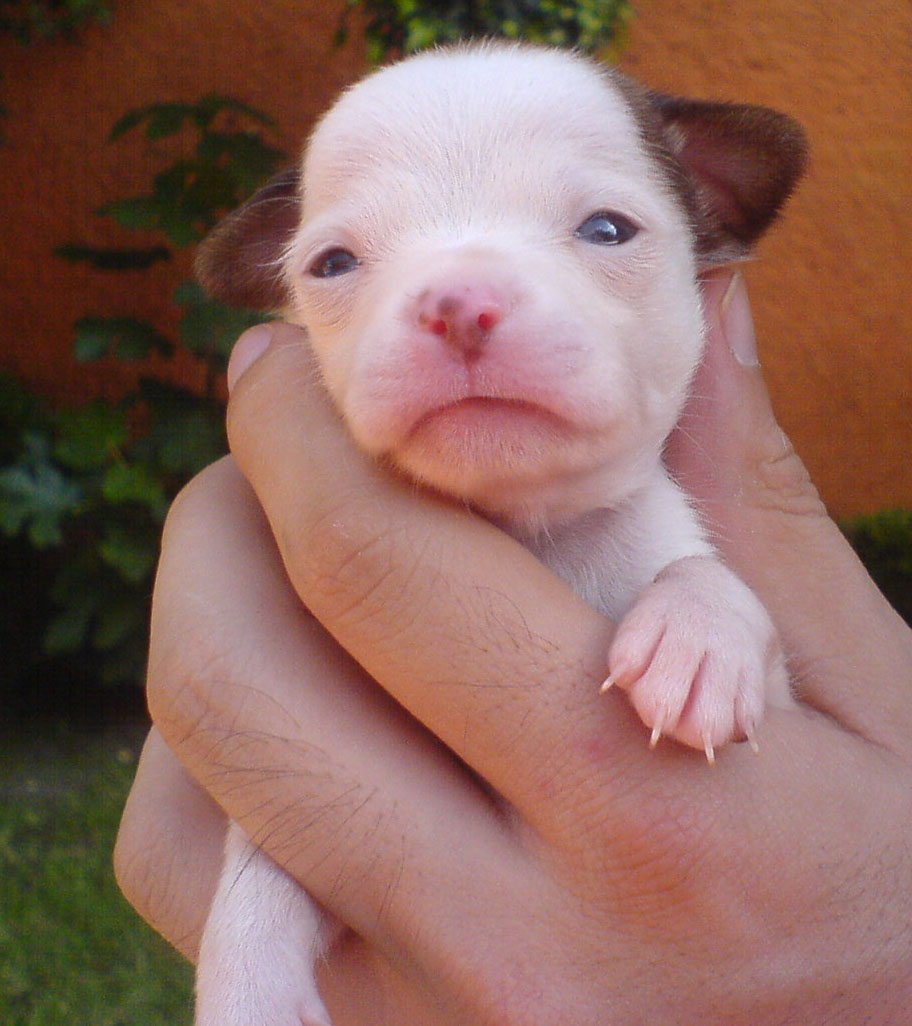
جرو شيواوا.
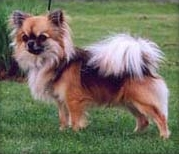
صورة شيواوا .
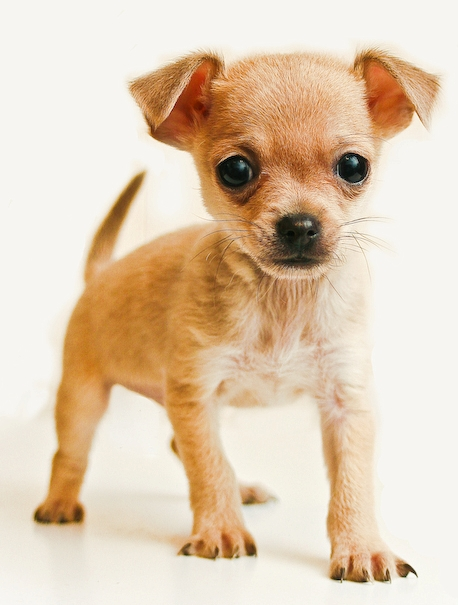
صورة لجرو شيواوا آخر.

## الأمراض
الشيواو عرضة لبعض الأمراض التي تصيب الكلاب صغيرة الحجم مثل نقص سكر الدم وانهيار القصبة الهوائية ومشاكل الأسنان. ويمكن أن يعيش الشيواو لفترة طويلة وغالباً ما يحقق 16 سنة أو أكثر من العمر. ومع ذلك، فهو عرضة للعديد من المشاكل الصحية المشتركة بين كلاب السلالات صغيرة مثل البوميرانيان .
مشاكل الأسنان

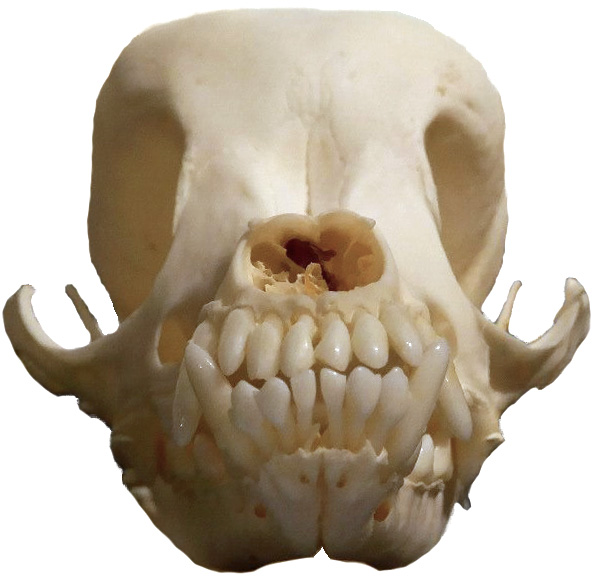
جمجمة كلب شيواو توضح وضعية الأسنان داخل الفم.

كلاب السلالات الصغيرة مثل الشيواو يميل إلى وجود مشاكل بالأسنان واللثة. ومن المفهوم ذلك لأن أفواههم صغيرة جداً، مما يسهل حدوت مشاكل الأسنان.على سبيل المثال، عادة يكون الطعام محاصراً بين أسنانه. وهذا يسبب تراكم البلاك والجير. إذا لم يتم علاجه، يمكن أن يؤدي هذا أيضاً إلى مرض اللثة مثل التهاب اللثة وكذلك فقدان الأسنان المبكر. يتم الاعتناء بنظافة أسنان تشيواو عن طريق التنظيف اليومي وفحص الأسنان بانتظام. كما يتم تجنب الوجبات السريعة الغنية بالنشا والسكر.
نقص سكر الدم
نقص سكر الدم، وهو حالة من انخفاض السكر في الدم بشكل غير طبيعي، وهي واحدة من المشاكل الصحية الأكثر شيوعاً لدى كلاب شيواو. وهذا يمكن أن يسبب مشاكل في الجهاز العصبي، مما يؤدي إلى النوبات وربما الغيبوبة. قد يحدث هبوط حاد في سكر الدم دون تحذير. في بعض الأحيان، قد يظهر علي الكلب علامات تدل على انخفاض سكر الدم مثل الخمول والضعف والتململ.
يتم أخذ الإجراءات العلاجية في أسرع وقت للحفاظ على سلامة الكلب. حتى الحالة الخفيفة من نقص السكر في الدم يمكن أن تتدهور بسرعة ويمكن أن تؤدي إلى تلف دائم في الدماغ. أفضل طريقة بالطبع هي منع حدوث ذلك من خلال اتخاذ احتياطات مختلفة. لذلك عند لاشتباه في اصابة الكلب بالسكري يجب زيارة طبيب بيطري مختص لفحصه وتحديد الدواء اللازم.
انهيار القصبة الهوائية
تحدث هذه الحالة في المقام الأول في أقدم كلاب السلالات الصغيرة، وخاصة الشيواو، البوميرانيان، و بودلز. الكلاب البدينة معرضة بشكل خاص لهذه المشكلة الصحية.
القصبة الهوائية تتكون من حلقات الغضاريف. يحدث انهيار القصبة الهوائية لأن حلقات القصبة الهوائية لا تمتلك الصلابة
الطبيعية. وهذا يؤدي إلى انهيار جدار القصبة الهوائية كلما يستنشق الكلب. وانهيار جدار القصبة الهوائية يؤدي إلى تضيق القصبة الهوائية. عرض الإصابة بهذه المشكلة هو سعال الأوزة، وأحيانا التنفس القاسي. وتأتي هذه الأعراض أيضا بسبب الإجهاد. قد يحدث السعال أيضا عندما يأكل الكلب أو يشرب.
الارتجاف

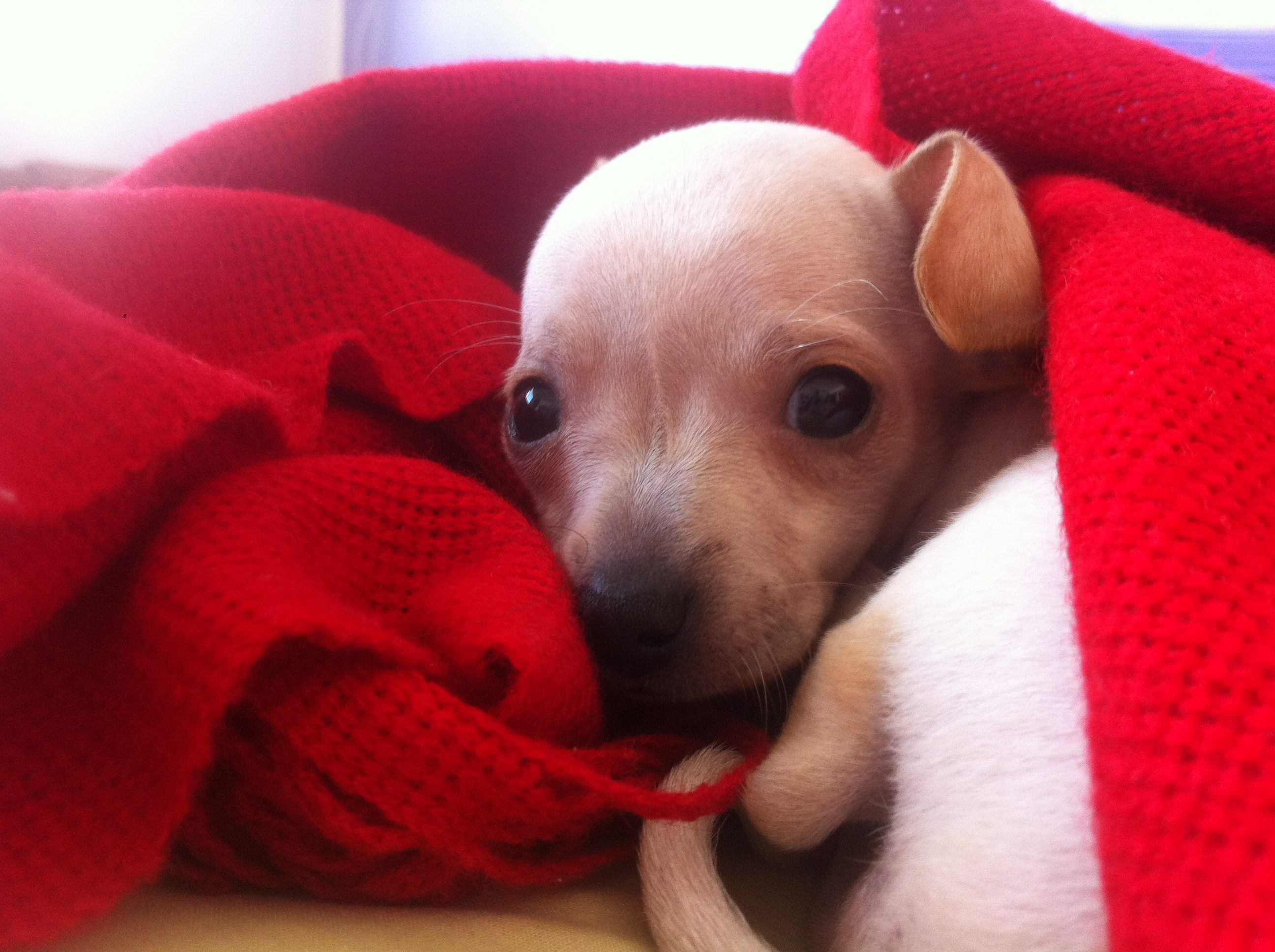
جرو شيواو جالس تحت غطاء.

هذا في الواقع ليس مشكلة صحية ولكن كلب شيواو يميل إلى الارتعاش، خاصة تحت الضغط أوعند اللعب. والكلاب السلالات الصغيرة لديها معدل أعلى من التمثيل الغذائي، مما يسبب لهم فقدان قي حرارة الجسد أسرع من غيرها من الكلاب الأكبر- والرعشة هي وسيلة للمساعدة في توليد حرارة الجسم. وينبغي دائماً حماية شيواو ضد البرد، لذلك يلزم تأكد مربيه من الحفاظ عليه مع البلوزات والبطانيات في الشتاء.